# Предпразднство
Предпра́зднство (предпразднество, греч. Προεόρτια) — день или несколько дней перед двунадесятыми праздниками и перед праздником Происхождение честных древ Животворящего Креста в богослужебном календаре Православной церкви.

## Богослужебные особенности
В эти дни, согласно Типикону, в состав богослужения входят молитвы, посвящённые предстоящему празднику. Пасха, в отличие от двунадесятых праздников, определённого количества дней предпразднства не имеет. Количество дней предпразднства у праздников различное. Больше всего — пять дней — у Рождества Христова, у Богоявления четыре дня, у всех остальных двунадесятых праздников и у праздника Происхождение честных древ Животворящего Креста предпразднство — один день. Три из двунадесятых праздников: Вход Господень в Иерусалим, День Святой Троицы и Вознесение Господне не имеют предпразднства, но праздник Вознесение Господне всё-таки имеет молитвы предпразднства — это канон на утрени. Молитвы предпразднства помещены в Минею для непереходящих праздников и в Триодь для праздника Вознесение Господне. Молитвы предпразднства — это стихиры на вечерни; канон и стихиры на утрени. Рождество Христово и Крещение Господне имеют каждый день ещё канон на повечерии предпразднства. Во дни предпразднства чаще всего служба двусоставная — это молитвы предпразднству и молитвы празднуемому в этот день святому. Например, 1 (14) февраля — предпразднство Сретения Господня и память мученику Трифону. Служба может быть и трёхсоставной, если святых двое, например, 3 (16) января — предпразднство Богоявления и память святого пророка Божия Малахии и святого мученика Гордия.
Богородичны предпразднства Рождества Христова встречаются в богослужении задолго до наступления самого предпразднства 20 декабря (2 января), например:
- в стихирах «на хвали́тех» 30 ноября (13 декабря): «Приими́, Вифлее́ме,..»,
- в стихирах на «Господи воззвах…» 6 (19) декабря: «Верте́пе, благоукраси́ся,..»

## Сроки Предпразднства в православной церкви
| Праздник                                        | Предпразднство                                   | Дата праздника        |
| ----------------------------------------------- | ------------------------------------------------ | --------------------- |
| Рождество Богородицы                            | 7 (20) сентября                                  | 8 (21) сентября       |
| Воздвижение Креста Господня                     | 13 сентября (26 сентября)                        | 14 (27) сентября      |
| Введение во храм Пресвятой Богородицы           | 20 ноября (3 декабря)                            | 21 ноября (4 декабря) |
| Рождество Христово                              | с 20 декабря (2 января) по 24 декабря (6 января) | 25 декабря (7 января) |
| Крещение Господне (Богоявление)                 | с 2 (15) января по 5 (18) января                 | 6 (19) января         |
| Сретение Господне                               | 1 (14) февраля                                   | 2 (15) февраля        |
| Благовещение Пресвятой Богородицы               | 24 марта (6 апреля)                              | 25 марта (7 апреля)   |
| Происхождение честных древ Животворящего Креста | 31 июля (13 августа)                             | 1 (14) августа        |
| Преображение Господне                           | 5 (18) августа                                   | 6 (19) августа        |
| Успение Пресвятой Богородицы                    | 14 (27) августа                                  | 15 (28) августа       |